# Municipio de Wayzetta
El municipio de Wayzetta (en inglés: Wayzetta Township) es un municipio ubicado en el condado de Mountrail en el estado estadounidense de Dakota del Norte. En el año 2010 tenía una población de 21 habitantes y una densidad poblacional de 0,23 personas por km².

## Geografía
El municipio de Wayzetta se encuentra ubicado en las coordenadas 48°4′20″N 102°14′5″O / 48.07222, -102.23472. Según la Oficina del Censo de los Estados Unidos, el municipio tiene una superficie total de 93.15 km², de la cual 92,99 km² corresponden a tierra firme y (0,18 %) 0,17 km² es agua.

## Demografía
Según el censo de 2010, había 21 personas residiendo en el municipio de Wayzetta. La densidad de población era de 0,23 hab./km². De los 21 habitantes, el municipio de Wayzetta estaba compuesto por el 80,95 % blancos, el 19,05 % eran amerindios. Del total de la población el 0 % eran hispanos o latinos de cualquier raza.